# 拉斯坎帕纳斯天文台

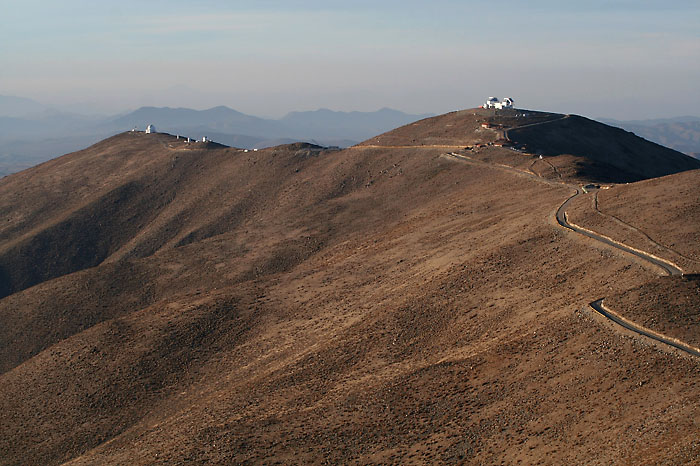
拉斯坎帕纳斯天文台

拉斯坎帕纳斯天文台（Las Campanas Observatory，缩写：LCO）位于智利，由卡内基科学研究所(CIS)管理。 它位於智利南部阿他加馬沙漠阿塔卡马大区，距離拉塞雷纳市東北約100（62英里）。 拉斯坎帕纳斯天文台(LCO) 望遠鏡和其他設施位於 7 km（4.3 mi）長的山脊北端附近。 Cerro Las Campanas 靠近南端，海拔超過2,500米（8,200英尺），是计划中的巨型麦哲伦望远镜未來的所在地。
拉斯坎帕纳斯天文台成立於1969年，是卡内基科学研究所(CIS) 的主要觀測設施。 由於洛杉磯地區的光污染日益嚴重，它取代了威尔逊山天文台的這一角色。 卡內基天文台的總部位於加利福尼亞州帕薩迪納，而智利的主要辦公室位於拉塞雷納，毗鄰拉塞勒那大學，距離大学天文研究协会(AURA)設施不遠。
它由西南23（14英里）處的 Pelicano 機場提供服務。

## 望远镜
主要设备是
- 6.5米口径的两台麦哲伦望远镜
- 2.5米口径的杜邦望远镜
- 1米口径的斯沃普望远镜。

## 未來的望远镜
- 巨型麦哲伦望远镜[3]是拉斯坎帕纳斯天文台正在建造的極大望遠鏡，預計將於2029年開始調試。它採用24.5米（80英尺）有效孔徑設計，具有七個8.4米（28英尺）段。

## 發現
1987年2月24日，Ian Shelton 和 Oscar Duhalde 在 LCO 成為超新星 1987A（SN 1987A）的第一批官方觀察員。
2017年8月17日，在拉斯坎帕纳斯天文台，SSS17a ，引力波源 GW170817 的光學對應物，被用斯沃普望遠鏡發現。

## 圖集

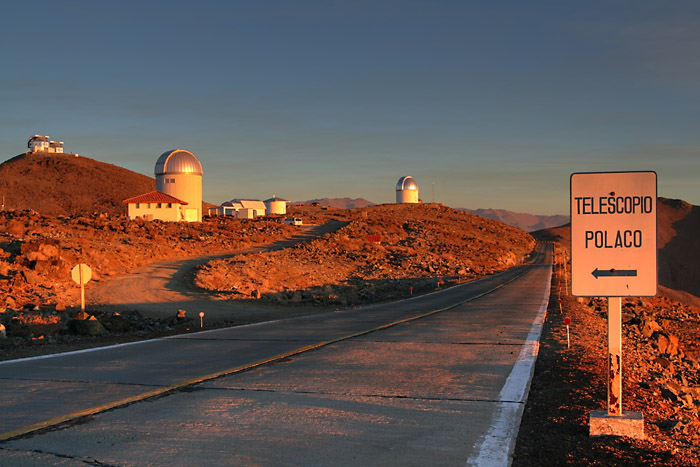
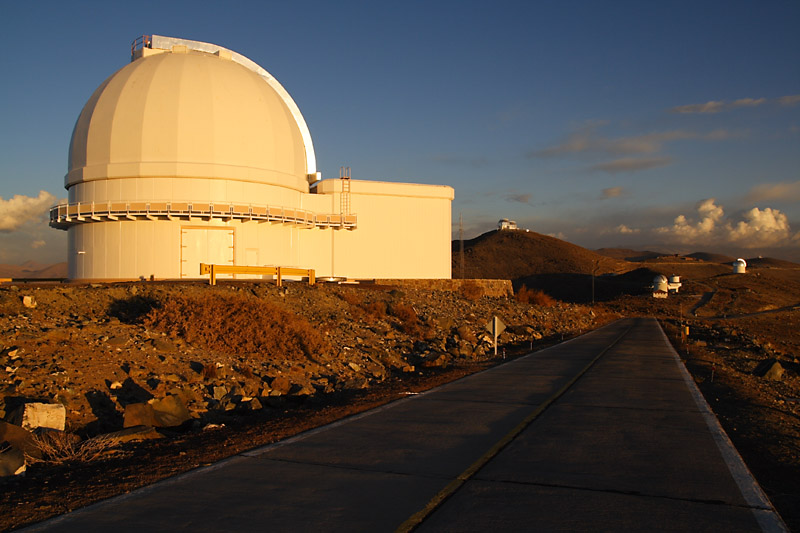
杜邦望远镜
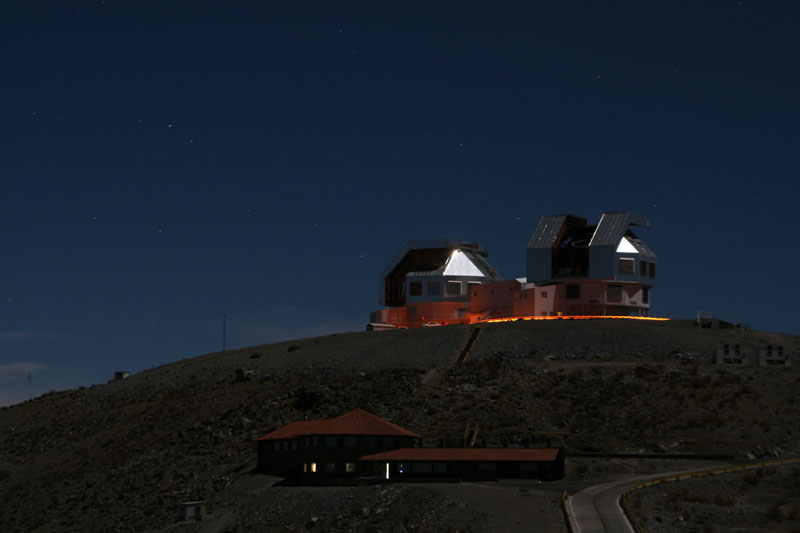
麦哲伦望远镜
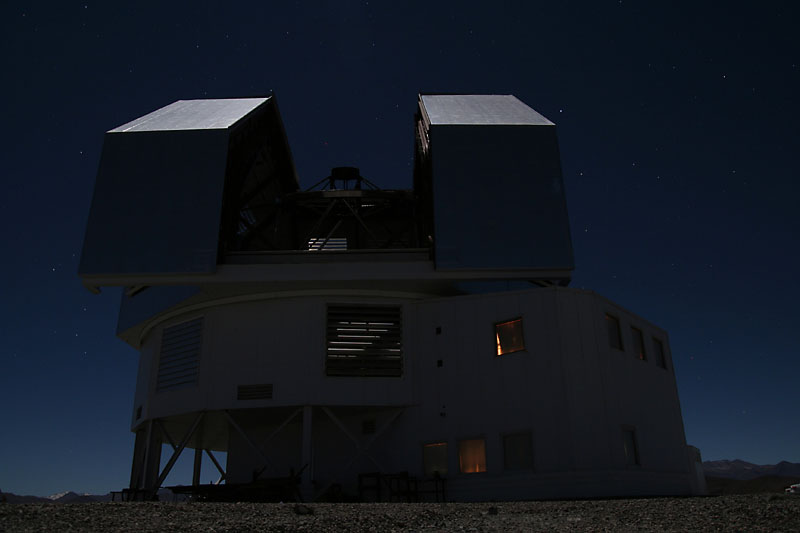
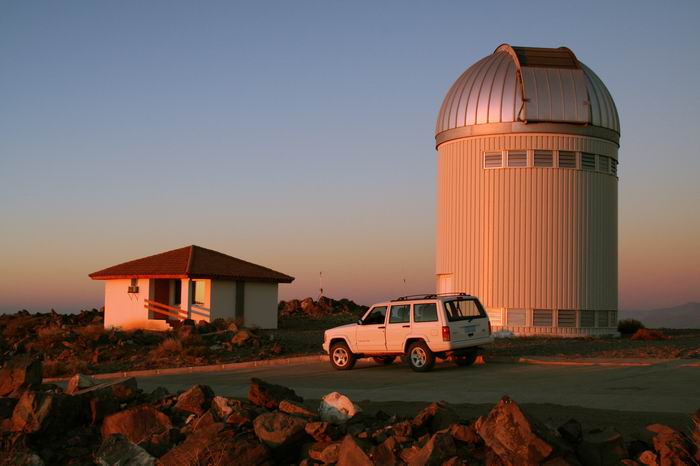
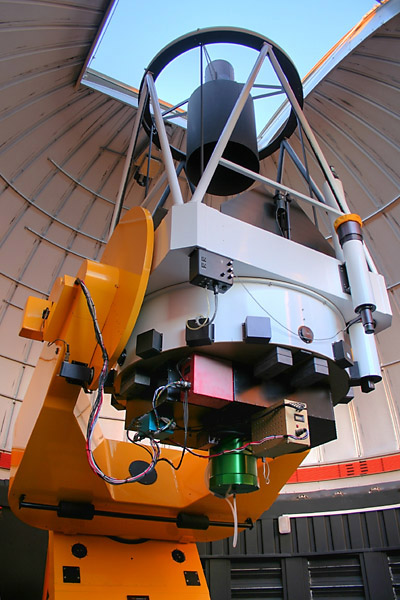
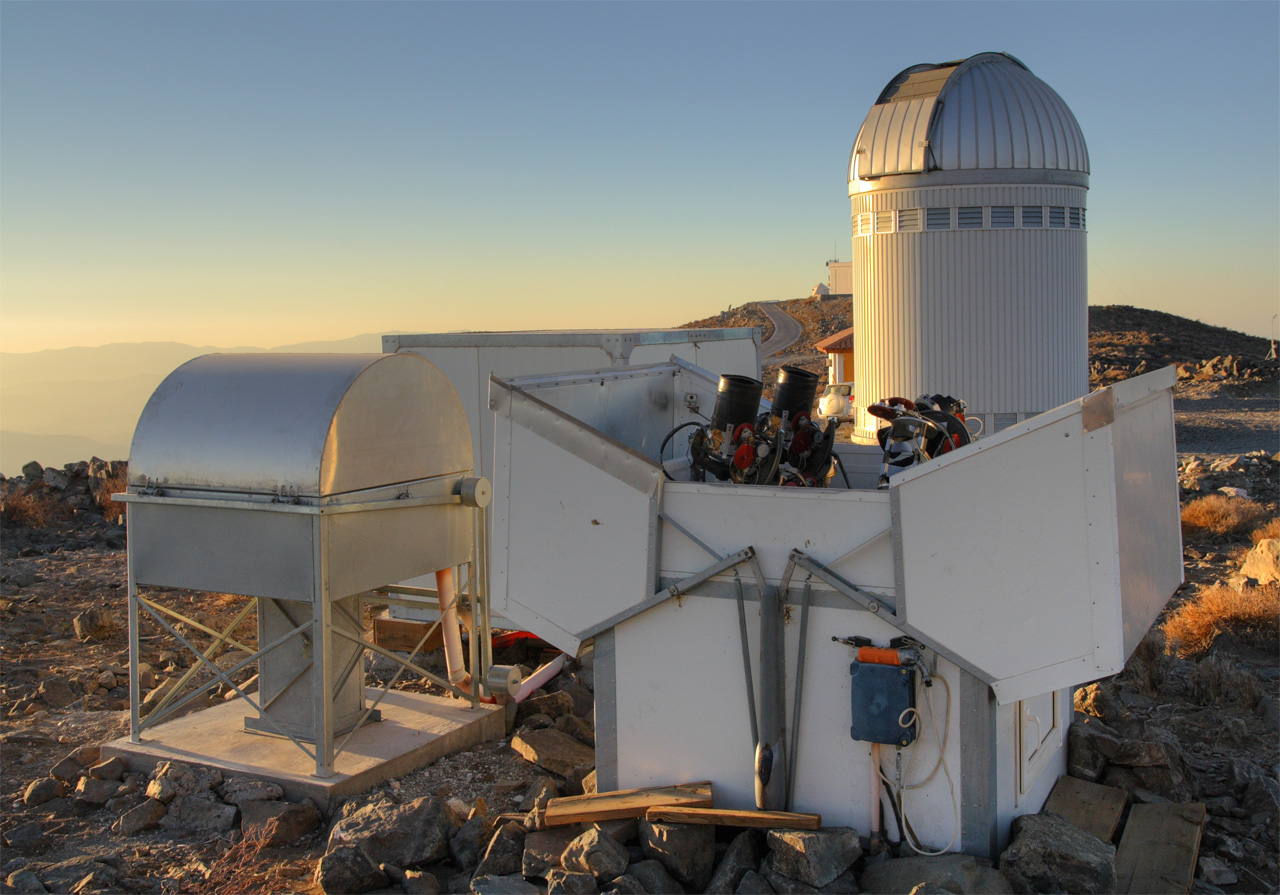